# سوسو سانتانا
سوسو سانتانا (بالإسبانية: Suso Santana) (2 مارس 1985 بسان كريستوبال دي لا لاغونا في إسبانيا - ) هو لاعب كرة قدم إسباني في مركز الوسط. لعب مع نادي تينيريفي وهارت أوف ميدلوثيان وUD Fuerteventura ‏ وCD Raqui San Isidro ‏ وCD Laguna de Tenerife ‏.

## وصلات خارجية
- سوسو سانتانا على موقع قاعدة بيانات كرة القدم.إي يو (الإنجليزية)
- سوسو سانتانا على موقع Soccerbase.com (لاعب) (الإنجليزية)
- سوسو سانتانا على موقع Soccerway.com (الإنجليزية)
- سوسو سانتانا على موقع AS.com (الإسبانية)